# Hedvábná stezka: koridor Zeravšan-Karakum
 Hedvábná stezka: koridor Zeravšan-Karakum je název památky světového kulturního dědictví UNESCO. Je to přeshraniční památka zahrnující řadu paláců, mešit a jiných náboženských staveb, archeologických nalezišť, vojenských staveb, pohřebních míst, zavlažovacích systémů, dopravní infrastruktury (karavanseráje) atd. na území Tádžikistánu, Uzbekistánu a Turkmenistánu. Jsou rozesety na 866 kilometrech jedné z hlavních tras původní Hedvábné stezky.
Koridor Zeravšan-Karakum je klíčový úsek Hedvábné stezky ve Střední Asii, který spojuje další koridory a trasy ze všech směrů. Koridor, který se nachází v drsných horách, úrodných říčních údolích a neobyvatelné poušti, vede z východu na západ podél řeky Zeravšan a dále na jihozápad po starých karavanních cestách protínajících poušť Karakum do oázy Merv. Od 2. století př. n. l. do 16. století n. l. probíhala velká část výměny mezi Východem a Západem právě skrze Hedvábnou stezku a podél koridoru se obchodovalo s velkým množstvím zboží. Lidé zde cestovali, usazovali se, vítězili nebo zakoušeli porážky, což z oblasti udělalo tavicí kotlík etnik, kultur, náboženství, věd a technologií.
K zápisu do seznamu UNESCO došlo v roce 2023. Památka sestává z 34 lokalit, z toho 9 v Tádžikistánu, 16 v Uzbekistánu a 9 v Turkmenistánu.

## Fotogalerie

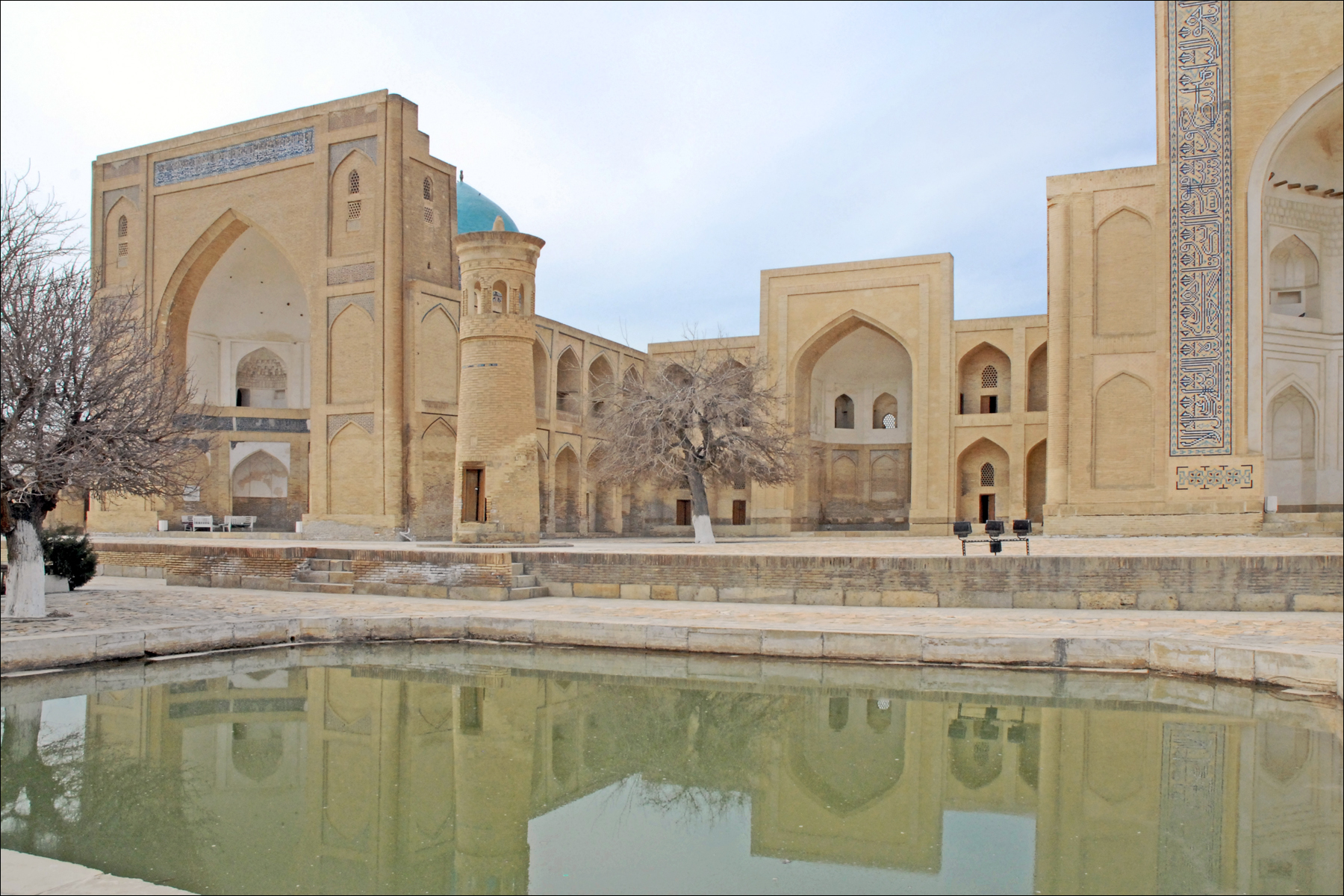
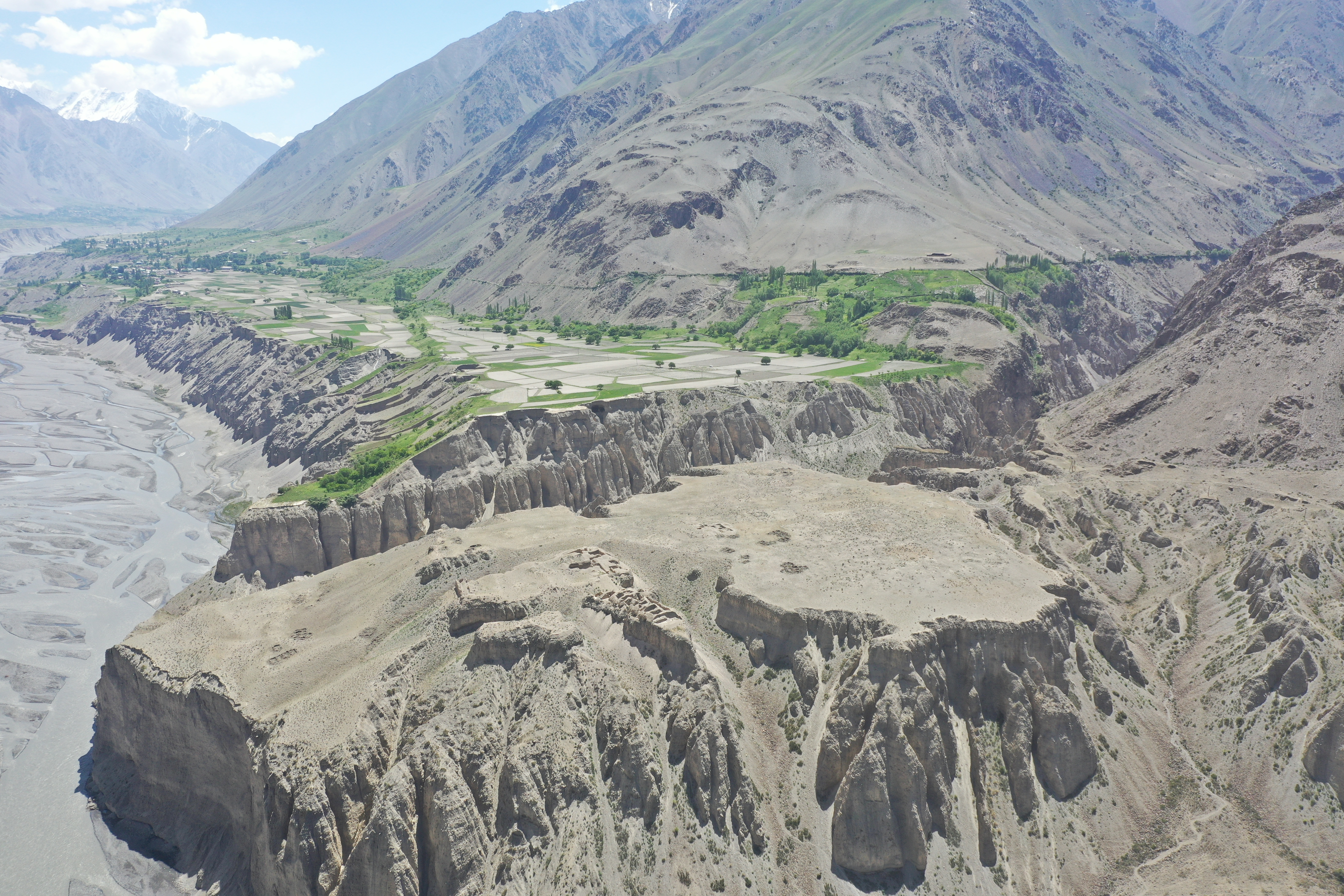
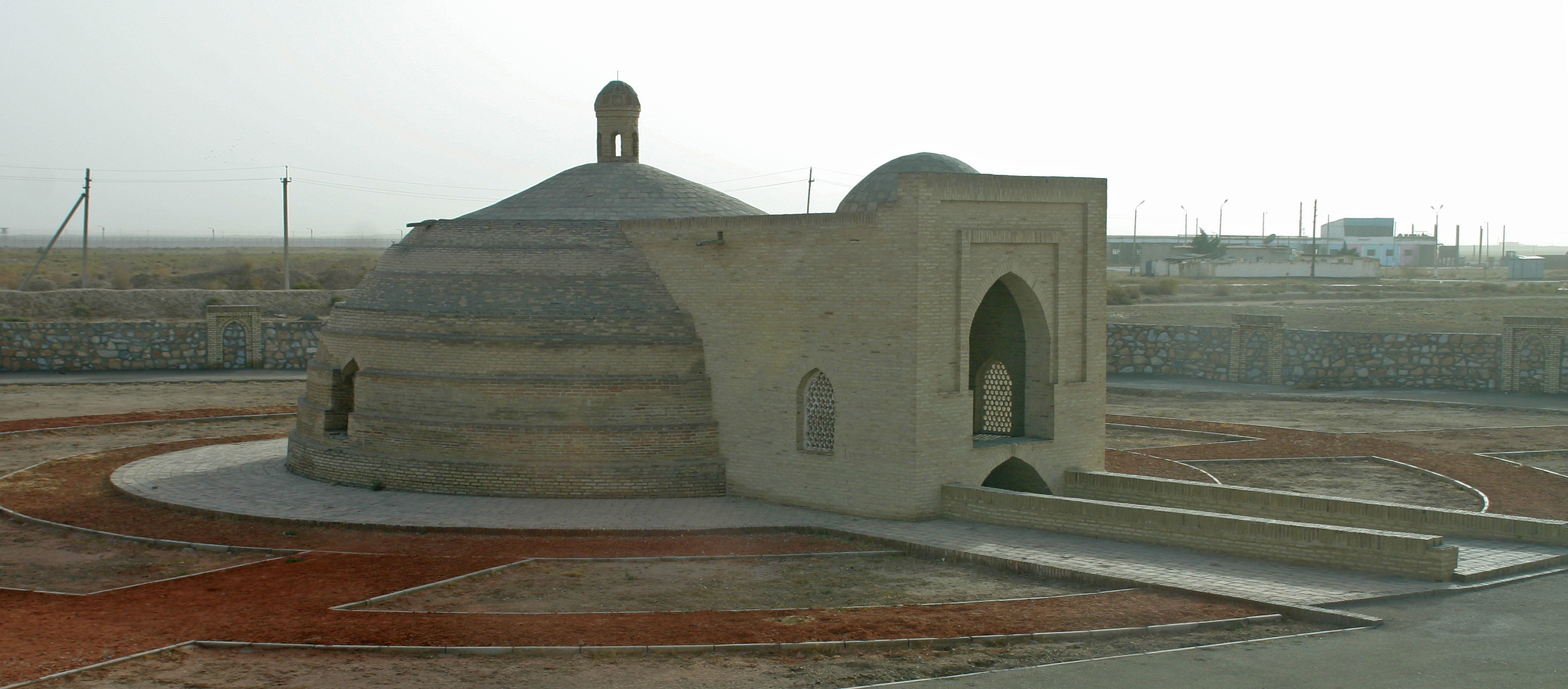
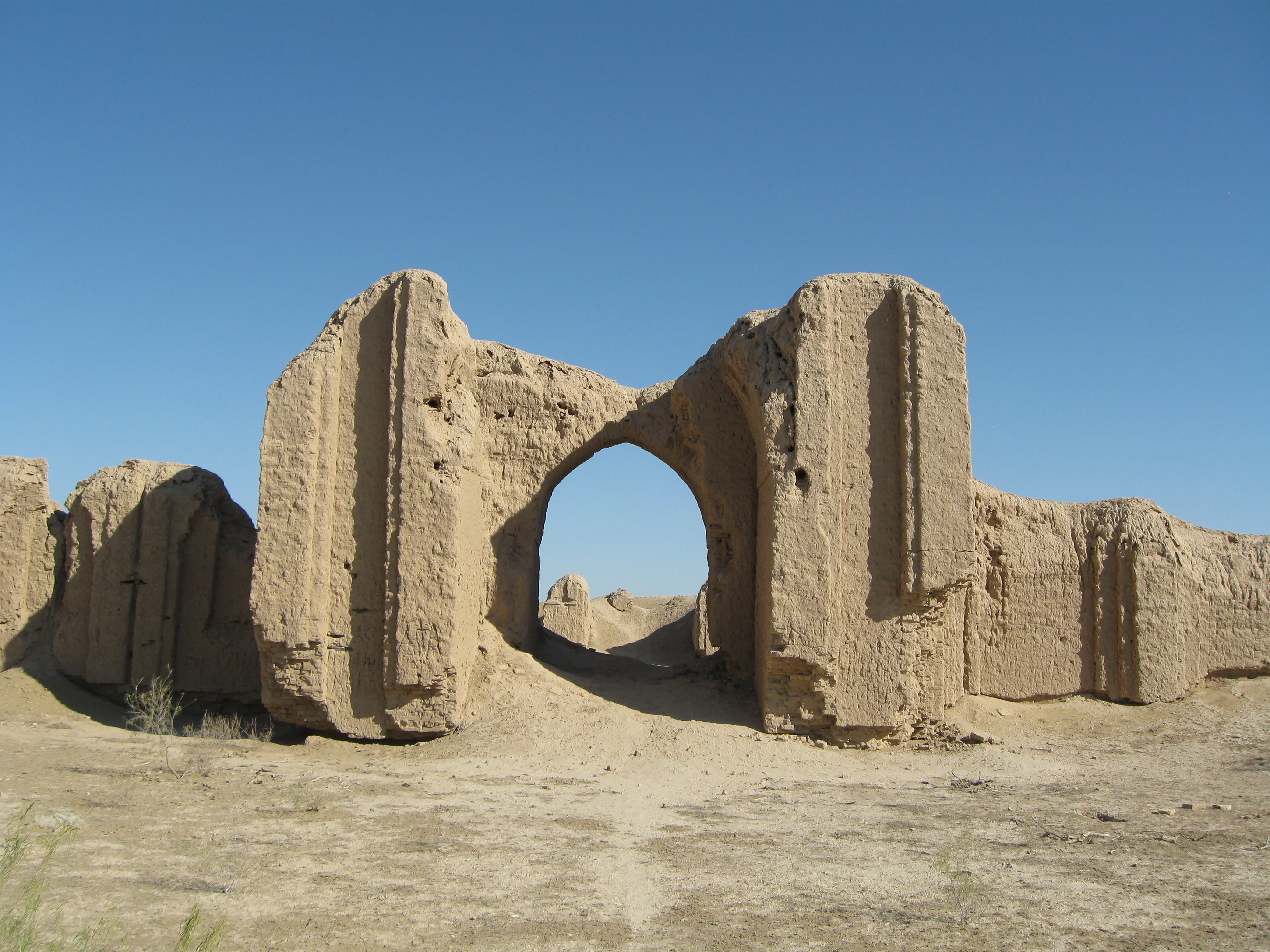